# فرودگاه ویگرا آلسوند
فرودگاه ویگرا آلسوند (به انگلیسی: Ålesund Airport, Vigra) (به زبان بومی: Ålesund lufthavn, Vigra) یک فرودگاه همگانی با کد یاتا AES است که یک باند فرود آسفالت دارد و طول باند آن ۲۳۱۴ متر است. این فرودگاه در شهر آلسوند کشور نروژ قرار دارد و در ارتفاع ۲۱ متری از سطح دریا واقع شده‌است.

## شرکت‌های هواپیمایی و مقصدهای پروازی
| شرکت‌های هواپیمایی      | مقصدهای پروازی            |
| ---------------------- | ------------------------- |
| FLN Frisia Luftverkehr | کورسار (PSO), پارنو (PSO) |